# Eriosyce umadeave
Eriosyce umadeave ist eine Pflanzenart in der Gattung Eriosyce aus der Familie der Kakteengewächse (Cactaceae). Über die Herkunft des Artepithetons umadeave ist nichts bekannt.

## Beschreibung
Eriosyce umadeave wächst mit kugelförmigen bis etwas verlängerten, dunkelgrünen Trieben und erreicht bei Durchmessern von 10 bis 20 Zentimeter Wuchshöhen von bis zu 40 Zentimeter. Ihr Scheitel ist kahl, die Wurzeln faserig. Es sind 18 bis 21 (selten auch mehr) Rippen vorhanden, die tief gekerbt sind. Die darauf befindlichen Areolen sind verlängert. Die 20 bis 25 (oder mehr) weißen bis violetten Dornen sind aufwärts gebogen. Sie lassen sich nur schwer in Mitteldornen und Randdornen unterteilen.
Die trichterförmigen, hellgelben Blüten erscheinen aus älteren Areolen und weisen einen Durchmesser von 3 bis 3,5 Zentimeter auf. Ihr Perikarpell und die Blütenröhre sind mit etwas Wolle und einigen Borsten besetzt. Die verlängerten, hellbraunen Früchte sind 3 bis 4 Zentimeter lang.

## Verbreitung, Systematik und Gefährdung
Eriosyce umadeave ist in Nordwest-Argentinien auf Alluvialhängen in Höhenlagen von 2500 bis 3800 Metern verbreitet. Das Verbreitungsgebiet umfasst die Provinz Jujuy und den Westen der Provinz Salta.
Die Erstbeschreibung als Echinocactus umadeave erfolgte 1931 durch Erich Werdermann. Fred Kattermann stellte die Art 1994 in die Gattung Eriosyce. Weitere nomenklatorische Synonyme sind Friesia umadeave Frič ex Kreuz. (1929), Pyrrhocactus umadeave (Frič ex Werderm.) Backeb. (1936) und Neoporteria umadeave (Frič ex Werderm.) Donald & G.D.Rowley (1966)
In der Roten Liste gefährdeter Arten der IUCN wird die Art als „Endangered (EN)“, d. h. als stark gefährdet geführt.

## Nachweise